# Andrena dentiventris
Andrena dentiventris är en biart som beskrevs av Morawitz 1874. Andrena dentiventris ingår i släktet sandbin, och familjen grävbin. Inga underarter finns listade i Catalogue of Life.